# Gouvernement Sama III
Quatrième République
Sama II Kodjo III
Le troisième gouvernement de Koffi Sama est formé le 29 juillet 2003. Il est composé de 25 ministres. Bien qu'il réponde à la volonté de Gnassingbé Eyadema de créer un gouvernement d'« union nationale », aucun membre des partis d'opposition principaux n'accepte d'en faire partie.

## Contexte
Des élections présidentielles contestées ont lieu au Togo en 2003. Gnassingbé Eyadema, président sortant, modifie la constitution togolaise en décembre 2002 afin de pouvoir se présenter pour un troisième mandat.
La majorité des partis politiques, à l'exception du RPT, s'accordent sur le fait que l'élection a été remportée par Emmanuel Bob Akitani, candidat de l'Union des forces de changement (UFC). C'est toutefois Gnassingbé Eyadema qui est annoncé comme vainqueur le 1er juin. Il souhaite alors former un gouvernement d'« union nationale », mais la plupart partis d'opposition (notamment l'UFC et le Comité d'action pour le renouveau) refusent catégoriquement d'y prendre part.

## Composition

### Premier ministre
| Fonction         | Titulaire | Titulaire  | Parti |
| ---------------- | --------- | ---------- | ----- |
| Premier ministre |           | Koffi Sama | RPT   |

### Ministres
Le gouvernement est composé de 25 ministres, soit plus que le précédent. Seuls deux membres de l'opposition en font partie, Ebina Dorothée Iloudjè et Harry Olympio, le second étant déjà présent dans le gouvernement précédent. Par ailleurs, l'un des fils du président, Faure Gnassingbé, est par ailleurs nommé ministre chargé de trois portefeuilles.
| Fonction                                                                                     | Titulaire           | Titulaire                  | Parti                                                                     |
| -------------------------------------------------------------------------------------------- | ------------------- | -------------------------- | ------------------------------------------------------------------------- |
| Ministre de la Défense et des Anciens Combattants                                            |                     | Assani Tidjani             | ?                                                                         |
| Ministre des Affaires étrangères et de la Coopération                                        |                     | Kokou Tozoun               | RPT                                                                       |
| Ministre de l'Enseignement technique et de la Formation professionnelle                      |                     | Edo Kodjo Maurille Agbobli | ?                                                                         |
| Ministre du Commerce, de l'Industrie, des Transports et du Développement de la zone franche  |                     | Tankpadja Lalle            | ?                                                                         |
| Ministre de l'Enseignement supérieur et de la Recherche                                      |                     | Charles-Kondi Agba         | RPT                                                                       |
| Ministre de l'Agriculture, de l'Élevage et de la Pêche                                       |                     | Komikpime Bamnante         | ?                                                                         |
| Ministre de l'Enseignement primaire et secondaire                                            |                     | Komi Sélom Klassou         | RPT                                                                       |
| Ministre de la Fonction publique, du Travail et de l'Emploi                                  |                     | Rodolphe Kossivi Osseyi    | ?                                                                         |
| Ministre de l'Équipement, des Mines et des Postes et Télécommunications                      |                     | Faure Gnassingbé           | RPT                                                                       |
| Ministre de la Santé                                                                         | Suzanne Aho Assouma |                            | RPT                                                                       |
| Ministre de la Communication et de la Formation civique                                      | Pitang Tchalla      |                            | RPT                                                                       |
| Ministre de l'Intérieur, de la Sécurité et de la Décentralisation                            |                     | Akila-Esso Boko            | ?                                                                         |
| Garde des Sceaux Ministre de la Justice                                                      |                     | Katari Foli-Bazi           | RPT                                                                       |
| Ministre chargé de la Promotion de la démocratie et de l'État de droit                       |                     | Yao Roland Kpotsra         | ?                                                                         |
| Ministre chargé des relations avec le parlement                                              |                     | Harry Octavianus Olympio   | RSDD (Rassemblement pour le soutien de la démocratie et le développement) |
| Ministre de la Culture                                                                       |                     | Angèle Dola Akofa Aguigah  | RPT                                                                       |
| Ministre de l'Urbanisme et du Logement                                                       |                     | Dovi Kavégué               | ?                                                                         |
| Ministre de l'Environnement et des Ressources forestières                                    |                     | Zoumaro Gnofame            | RPT                                                                       |
| Ministre de l'Économie, des Finances et des Privatisations                                   |                     | Débaba Bale                | ?                                                                         |
| Ministre de l'Énergie et des Ressources hydrauliques                                         |                     | Issifou Okoulou-Kantchati  | Alliance des démocrates                                                   |
| Ministre des Affaires sociales, de la Promotion de la femme et de la Protection de l'enfance |                     | Sayo Boyoti                | ?                                                                         |
| Ministre de la Jeunesse et des Sports                                                        |                     | Agouta Ouyenga             | ?                                                                         |
| Ministre du Tourisme, de l'Artisanat et des Loisirs                                          |                     | Ebina Dorothée Iloudjè     | ? (opposition)                                                            |

### Ministres délégués et secrétaire d'État
| Fonction                                   | Ministre de tutelle                                        | Titulaire | Titulaire            | Parti |
| ------------------------------------------ | ---------------------------------------------------------- | --------- | -------------------- | ----- |
| Ministre déléguée chargée du secteur privé | Premier ministre                                           |           | Maria Larba Apoudjak | ?     |
| Secrétaire d'État chargé du budget         | Ministre de l'Économie, des Finances et des Privatisations |           | M’ba Legzim          | ?     |